# Vino, Țepeș!
Vino, Țepeș! este un album al formației Phoenix, lansat la data de 6 decembrie 2014. Discul reprezintă primul album de studio cu piese noi, după o pauză de șase ani, și primul material de creație apărut după schimbările masive de componență, Mircea Baniciu, Josef Kappl, Mani Neumann, Ovidiu Lipan și Cristi Gram părăsind pe rând formația.

## Prezentare
Albumul aduce împreună, ca fir epic, povești ale marilor voievozi și regi care au luptat pentru țară împotriva dușmanilor, în cadrul unor compoziții complexe cu mesaj puternic. Vlad Țepeș, Ștefan cel Mare, Mircea cel Bătrân, Mihai Viteazul sau Decebal sunt prezentați prin intermediul unor texte consacrate ale scriitorilor clasici: George Coșbuc, Mihai Eminescu, Alexandru Macedonski. Pentru compunerea și înregistrarea acestui material, Nicu Covaci i-a avut alături pe mai vechii colaboratori Volker Vaessen (bas) și Dzidek Marcinkiewicz (claviaturi), alături de membri recenți, ce s-au alăturat Phoenix-ului cu puțin timp înainte de realizarea discului: Costin Adam (solist vocal), Flavius Hosu (tobe) și Andrei Cerbu (chitară). În postura de invitați apar chitariștii Aurelian „Balaurul” Dincă (Trooper) și Marc Alexandru Ținț. Deși nu sunt creditați pe copertă, la înregistrarea pieselor și-au mai adus contribuția Dan Albu (chitară) și Sergiu Corbu Boldor (vioară). Albumul cuprinde opt piese noi și o versiune reorchestrată a melodiei „Pavel Chinezu”, apărută inițial pe LP-ul Mugur de fluier (1974). Albumul a fost editat în format compact disc, producător executiv fiind Nicu Covaci. Grafica aparține lui Valeriu Sepi și Camil Mihăescu. Apariția albumului fost prefațată de un maxi-single promoțional ce include trei piese în variante demo („Vino, Țepeș!”, „Pașa Hassan” și „Bucovina”).
„Noul produs este un disc cu vreo 8-9 piese, toate «supărate», texte alese din poeții și scriitorii noștri celebri care din păcate sunt dați uitării – Eminescu, Macedonski, Alecsandri, Coșbuc. Am mai scris și eu ceva, și, în mare, tot discul este foarte «supărat», toate piesele sunt «supărate». Sunt piese care evocă luptători, care evocă voievozi, care-i evocă pe cei care au luptat pentru această țară și pentru acest popor. Eu sper să placă atât muzical, cât și ca mesaj, și pe scenă va fi prezentat cum nu a mai fost prezentat Phoenix-ul de multă vreme. (...) Mă simt foarte bine alături de acești tineri. Formația Phoenix este blestemată să renască și a renăscut de atâtea ori. De data asta generația tânără este atât de tânără cum nici eu nu mi-aș fi imaginat și adevărul este că la vârsta lor noi încă nu cântam sau nu știam să cântăm, ori ei, la vârsta lor, deja au un nivel de interpretare care poate fi prezentat oricât și oriunde și suntem mândri de ei. Vom convinge în concertele ce urmează de acest nivel.”—Nicolae Covaci

## Promovare
Inițial, concertul de lansare a albumului Vino, Țepeș! ar fi trebuit să aibă loc pe 17 noiembrie 2014, la Teatrul Național din București, însă, din cauza unei laringite a solistului Costin Adam, evenimentul a fost amânat. În cele din urmă, concertul de lansare a avut loc pe 6 decembrie la Palatul Național al Copiilor. CD-ul a fost produs de firma Fangorn Acoustic, iar distribuția lui se face exclusiv prin intermediul Editurii Integral din București. Piesa „Vino, Țepeș!” a fost ilustrată de un videoclip regizat de George Groșescu.
Odată cu acest album, la Editura Integral, au apărut două volume scrise de Nicolae Covaci, despre istoria formației: Phoenix: Însă eu, o pasăre... și Phoenix: Giudecata înțelepților. Primul reprezintă reeditarea cărții Phoenix, însă eu..., publicată inițial în 1994, și prezintă istoria grupului timișorean de la înființare până la plecarea clandestină în Germania de Vest în 1977. Al doilea volum reprezintă o lucrare nouă, în care Covaci relatează povestea Phoenix de după anul 1977.
Scurtă recenzie despre discul Vino, Țepeș!, apărută la o lună după lansarea acestuia:
„Ultimele 3 decenii de Phoenix sunt definite de improvizație. Ca de obicei, Covaci monologhează către foști colegi, scenă, lume ș.a.m.d., acum alături de câțiva tineri talentați (bateristul are 13 ani, chitaristul 11). Clișeele albumului nu vor înfuria fanii și nici nu vor lăsa vreo urmă în istorie. Spre binele lui Covaci, sperăm să nu vină Țepeș. ”—Muzici și faze, 4 ianuarie 2015
Chitaristul Cristi Gram, despre Vino, Țepeș!, într-un interviu luat după revenirea sa în formație:
„«Vino, Țepes!» este un material cu care Nicu Covaci dovedește că, deși părăsit de toți care i-au fost colegi, nu se lasă și încă are un cuvânt de spus. Având în vedere circumstanțele în care a fost creat și produs, eu spun că este un material bun, demn de marca Phoenix. Îmi place foarte mult vocea și modul în care solistul (Costin Adam) susține acest material. ”—Cristi Gram, 2015

## Piese
1. Bucovina
2. Cântec (Ștefan și Mihai)
3. Mircea (Scrisoarea a III-a)
4. Decebal către popor
5. Pașa Hassan
6. Năluca (Ștefan cel Mare)
7. Vino, Țepeș!
8. Phoenix
9. Pavel Chinezu (bonus track)

Muzică: Nicu Covaci (3, 4, 5, 7, 8, 9); Dan Albu (2, 4); Costin Adam (6); popular, aranjament Nicu Covaci (1)

Versuri: Constantin Mandicevschi (1); Nicu Covaci (7); Șerban Foarță și Andrei Ujică (9); adaptări după Mihai Eminescu (3, 8), George Coșbuc (2, 4, 5) și Alexandru Macedonski (6)
Observație: Piesa „Bucovina” (1) este trecută eronat pe coperta albumului ca având text popular.

## Componența formației
- Nicolae Covaci – chitară, vocal
- Costin Adam – vocal
- Andrei Cerbu – chitară
- Volker Vaessen – chitară bas
- Dzidek Marcinkiewicz – claviaturi
- Flavius Hosu – baterie

Au fost aripi de Phoenix pentru Vino, Țepeș!:
- Aurelian Dincă Balaurul – chitară
- Marc Alexandru Ținț – chitară

Muzicieni necreditați:
- Dan Albu – chitară, voce
- Sergiu Corbu Boldor – vioară